# Burniston Range
Burniston Range är ett berg i Kanada.   Det ligger i provinsen British Columbia, i den sydvästra delen av landet, 3 900 km väster om huvudstaden Ottawa. Toppen på Burniston Range är 2 064 meter över havet.
Terrängen runt Burniston Range är huvudsakligen bergig, men den allra närmaste omgivningen är kuperad. Trakten runt Burniston Range är nära nog obefolkad, med mindre än två invånare per kvadratkilometer.. Det finns inga samhällen i närheten. 
Trakten runt Burniston Range består i huvudsak av gräsmarker.